# Tamás Kulifai
Tamás Kulifai (Budapeste, 4 de maio de 1989) é um canoísta húngaro especialista em provas de velocidade.

## Carreira
Foi vencedor da medalha de prata em K-4 1000 m em Londres 2012 com os seus colegas de equipa Zoltán Kammerer, Dávid Tóth e Dániel Pauman.